# 상해대한교민단
상해대한교민단(上海大韓僑民團)은 1920년 10월 7일 중국 상해에서 대한민국 임시정부 산하에 설립된 한인 교민 단체로, 상해 한인 교민들의 생활을 보호하고 대한민국 임시정부의 기반 조직으로서의 기능을 수행하기 위해 설립되었다. 1932년 이봉창 의거와 윤봉길 의거 이후 대한민국 임시정부 요인들이 상해를 탈출하면서 약화되다가 1935년 7월 5일 조선민족혁명당이 재창당되면서 더욱더 약화, 사실상 해체되었다. 약칭은 상해교민단, 대한교민단, 교민단, 민단 등이다.

## 역사

### 설립 과정
1918년 상해 지역 한인 교민 단체인 상해고려교민친목회(上海高麗僑民親睦會)가 설립되었다.
1919년 3월 16일 교민친목회는 신헌민(申獻民)을 단장으로 선출했다. 당시 회원수가 345명이었다. 상하이 프랑스 조계 하비로(霞飛路) 강경리(康寧里) 제2호에 설치됐다.
1919년 9월 22일 교민친목회는 상해대한인민단(上海大韓人民團)이라 개칭하고, 여운형을 단장으로 선출했다. 당시 단원수는 상해에 다년간 거주한 자와 가족이 있는 자와 직업이 있는 자로 한하였더니 72인이었다.
1919년 9월 23일 상해대한인민단은 총회를 열고 임원을 선출하였다. 단장 여운형, 부단장 유정근(兪政根), 총무 옥성빈(玉成彬), 평의원 김백련(金百鍊), 泰熙昌, 玄錫鎭, 申漢均, 閔丙德, 河相麟, 韓百源, 鮮于薰 등이었다.
1920년 1월 9일 다시 상해대한인거류민단(上海大韓人居留民團)이라 개칭하고,  단장 여운형, 총무 선우 혁, 간사 김보연(金甫淵), 임재호(任在鎬)를 선출했다.
1920년 3월 16일 대한민국 임시정부가 국무원령으로 ‘임시거류민단제’를 공포함에 따라 상해대한인거류민단은 임시정부에 의해 정식으로 추인되었다.
1920년 10월 7일 임시정부가 내무부령으로 '교민단제'를 공포함에 따라 상해대한교민단(上海大韓僑民團)으로 개편되었다.

### 기능과 역할
교민단의 기본 업무는 거류민의 생활을 보호하고 임시정부의 기반 조직으로서의 기능을 수행하는 것이었다. 거류민의 교육, 위생, 소방, 교통, 병원(兵員) 모집, 빈민 구제, 민적 사무, 교민 보호와 치안 확보, 밀정 제거 등의 업무들이었다. 특히 주된 것은 교육, 위생, 직업 소개, 민적(民籍) 증명 등이었고, 또한 중국인이나 기타 외국인과의 사이에서 발생하는 시비와 분규를 해결하는 일이었다. 교민단은 이러한 업무를 추진하기 위해 임시정부와의 협조 아래 거류민의 호구와 자산 조사 활동을 벌였다.
그 외에도 교민단은 많은 행사를 치렀다. 교민단이 주최한 행사에는 각종 기념식과 환영회, 강연회, 강습회, 추도회 등이 있었는데, 물론 그 가운데에는 임시정부의 직할 조직이었기 때문에 맡은 행사도 많았다. 기념식에는 신년 축하식, 3·1독립선언식, 어천절(御天節) 기념식, 건국 기념식 등이 있었다. 이 가운데 어천절은 단군의 승천(昇天) 기념일로서 음력 3월 15일에 행해졌다. 이 행사는 대종교(大倧敎)의 행사이기도 했으나, 교민단이 독립운동의 차원에서 주최하였다. 그리고 음력 10월 3일에는 개천절 행사의 일환으로서 건국 기념식을 개최하였다.
교민단은 다양한 강연회와 강습회를 개최했다. 그 가운데 임시정부 시책에 대한 강연회가 시국 강연회의 형식으로 여러 차례 열렸다. 시국 강연회는 임시정부의 국무위원들이 교민들에게 국정을 보고하는 자리이자 그들의 지지를 구하는 기회였다. 또 교민단은 임시정부의 요인들이 상해에 도착할 경우 열렬한 환영회를 개최했다.
이와 함께 교민단은 교민을 위한 계몽적인 강연회도 많이 개최하였다. 한국어 장려에 대한 연설회와 강습회, 위생에 대한 강연회 등이 대표적인 사례이다. 이외에도 교민단은 국내외에서 순국한 독립운동 지사들의 추도회도 개최했으며 정세의 변화에 따라 그에 대응하는 많은 선언을 발표하고 이를 국내외 동포 사회에 알리는 활동을 하기도 했다.
또한 교민단은 상해 동포 사회의 치안 유지 활동도 전개하였다. 교민 사회의 안녕과 질서를 확보해야 하는 교민단으로서는 외부 세력의 침투를 방지하는 활동을 수행하였다. 그 결과 1923년 말 교민단 산하에 일종의 경찰 조직인 의경대(義警隊)를 조직하여 운영하였다.
교민단은 교민에 대한 호구조사, 자산조사 등을 실시하였으며 아울러 공산주의 세력을 배척하고, 자파의 세력 신장에 주력했다. 특히 교민단은 상하이 프랑스 조계 공동국에 청원하여 매년 보조금을 받게 되었다.

### 쇠퇴
상해대한교민단은 1920년대 후반에 들어 대한민국 임시정부와 마찬가지로 약화되었다.
그러다가 1929년 8월 29일 대한민국 임시정부 재무부장 김구가 교민단장이 되면서 세력이 일시적으로 개선되었다. 그러나 김구는 이봉창 의거 등을 위해 1932년 1월 11일 교민단을 독립운동기관으로서 개편, 민단장직은 이유필이 맡고 김구는 의경대장직을 맡았다. 김구가 교민단을 자치단체가 아닌 독립운동기관으로 활용하자 일반교민들이 비난했었다고 한다.
1932년 1월 8일 이봉창 의거 및  4월 29일 윤봉길 의거 발생과 함께 일본·프랑스 관헌의 탄압을 받고 간부 대부분은 모두 어디론가 도피하였다.
상해대한교민단 의경대는 1933년 8월 1일 옥관빈 암살을 시작으로, 8월 17일 석현구(石鉉九) 암살, 8월 31일 신생 친일단체로 알려진 상해한국인친우회의 유인발(柳寅發) 암살미수 등 친일파 숙청을 계속하였다.
1933년 가을 옥관빈 암살 관련자인 이수봉(李秀峯), 김철(金哲) 등이 검거되자 사무소 등도 일시 폐쇄되는 상황에 빠졌다.
1934년 1월 김홍서(金弘敍)가 정무위원장에 취임하고 3월 1일 교민단정무위원회 명의의 삼일절기념선언을, 8월 29일 동 단 명의의 국치기념선언을 발행하는 등 이래 양기탁, 문일민(文逸民) 등과 함께 그 강화에 분주하였다.
1935년 7월 5일 민족혁명당이 조직되자 대한민국 임시정부의 존속에 대해서조차 폐지를 주창하는 자가 많이 나와서 교민단은 그 존재가 망각되기에 이르렀다. 특히 김홍서, 문일민 등이 잇달아 항주, 남경 방면으로 이주하였기 때문에 교민단은 사실상 궤멸 상태로 돌아갔다.

## 역대 단장
제1차 민단장 여운형
제2차 민단장 金庚成
제3차 민단장 鮮于爀
제4차 민단장 崔錫淳
제5차 민단장 金明濬
제6차 민단장 韋洙德
제7차 민단장 黃勛
제8차 민단장 郭憲
제9차 민단장 김구
제10차 정무위원장 이유필
제11차 정무위원장 대리 송병조
제12차 정무위원장 대리 金弘敍